# Erateina masura
Erateina masura är en fjärilsart som beskrevs av Druce 1892. Erateina masura ingår i släktet Erateina och familjen mätare. Inga underarter finns listade i Catalogue of Life.